# Kunming Open 2024
Die Kunming Open 2024 waren ein Tennisturnier für Damen in Anning. Das Hartplatzturnier war Teil des ITF Women’s World Tennis Tour 2024 und findet vom 13. bis 19. Mai 2024 statt.

## Qualifikation
Die Qualifikation für die Kunming Open 2024 fand am 12. und 13. Mai 2024 statt. Ausgespielt wurden acht Qualifikantenplätze, die zur Teilnahme am Hauptfeld des Turniers berechtigten. Folgende Spielerinnen haben sich für den Hauptbewerb qualifiziert:
| Qualifikantinnen | Qualifikantinnen |
| ---------------- | ---------------- |
| Liu Zhirui       | Feng Shuo        |
| Yahui Ha         | Luo Yuxuan       |
| Liu Jiumeng      | Sun Yifan        |
| Li Yu-yun        | Gao Duanrui      |

## Einzel

### Setzliste
| Nr. | Spielerin    | Erreichte Runde |
| --- | ------------ | --------------- |
| 01. | Park So-hyun |                 |
| 02. | Lu Jiajing   |                 |
| 03. | Li Zongyu    |                 |
| 04. | Yao Xinxin   |                 |

| Nr. | Spielerin     | Erreichte Runde |
| --- | ------------- | --------------- |
| 05. | Haley Giavara |                 |
| 06. | Li Zongyu     |                 |
| 07. | Ren Yufei     |                 |
| 08. | Wang Jiaqi    |                 |

Zeichenerklärung
- Q = Qualifikant
- WC = Wildcard
- LL = Lucky Loser
- ITF = qualifiziert über ITF-Ranking
- ALT = alternate (Ersatz)
- PR = Protected Ranking
- SE = Special Exempt
- r = retired (Aufgabe)
- d = Disqualifikation
- w.o. = walkover
- [ ] = Match-Tie-Break

## Doppel

### Setzliste
| Nr. | Paarung                  | Erreichte Runde |
| --- | ------------------------ | --------------- |
| 01. | Feng Shuo Park So-hyun   |                 |
| 02. | Haley Giavara Li Yu-yun  |                 |
| 03. | Wang Jiaqi Ying Xun Fang |                 |
| 04. | Dong Na Guo Meiqi        |                 |

Zeichenerklärung
- Q = Qualifikant
- WC = Wildcard
- LL = Lucky Loser
- ITF = qualifiziert über ITF-Ranking
- ALT = alternate (Ersatz)
- PR = Protected Ranking
- SE = Special Exempt
- r = retired (Aufgabe)
- d = Disqualifikation
- w.o. = walkover
- [ ] = Match-Tie-Break